# Луна рода Хашим
«Луна́ ро́да Ха́шим» или «Луна Бану́ Хашима» (араб. قمر بني هاشم‎) — сирийский религиозно-исторический телесериал режиссёра Мухаммада аш-Шейха Наджиба, вышедший на экраны в 2008 году. Состоит из 30 серий. Показывает детство пророка Мухаммеда, о чудесах вокруг его рождения, юношеских и зрелые годах, вплоть до начала пророчества. Основная часть посвящена призыву и деятельности Мухаммеда и его сподвижников.

## Сюжет
Телесериал показывает детство пророка Мухаммеда, о чудесах вокруг его рождения, юношеских и зрелые годах, вплоть до начала пророчества и до его кончины. Основная часть посвящена призыву и деятельности Мухаммеда и его сподвижников по установлению ислама в VII веке. Телесериал исторический, военный и драматический, одобрен Академией Аль-Азхар, советом муфтиев России, Духовными управлениями мусульман Адыгеи, Башкортостана, Дагестана и Чечни.

## В ролях
| Актёр                     | Роль                           |
| ------------------------- | ------------------------------ |
| Рашид Ассаф               | Хамза ибн Абд аль-Мутталиб     |
| Басем Яхур                | Абд аль-Мутталиб               |
| Асаад Федда               | Умайя ибн Халаф                |
| Наджах Сафакуни           | Абу Суфьян ибн Харб            |
| Тайсир Идрис              | Абу Джахль                     |
| Зухейр Рамадан            | Абу Лахаб                      |
| Акиф Наджм                | Абу Талиб ибн Абд аль-Мутталиб |
| Абдул-Хаким Катайфан      | Абдуллах ибн Убайй             |
| Али Карим                 | Утба ибн Рабиа                 |
| Махмуд Наср               | Зейд ибн Хариса                |
| Ясир Абдуллатиф           | Билал ибн Рабах                |
| Аммар Шалак               | Джафар ибн Абу Талиб           |
| Джихад Абдо               | Сад ибн Муаз                   |
| Халид аль-Киш             | Мусаб ибн Умайр                |
| Амджад аль-Хуссейн        | Усайд ибн Худайр               |
| Джихад аль-Андри          | Аммар ибн Ясир                 |
| Макки Санада              | Наджаши                        |
| Рима Али                  | Хинд бинт Утба                 |
| Мухаммад Абдуррахим Карни | Абраха                         |
| Абдул-Карим аль-Кавасами  | Валид ибн Мугира               |
| Мухаммад аль-Абади        | Хаким ибн Хизам                |
| Рена Шамис                | Умм-Айман Барака               |
| Насрин аль-Хаким          | Фатима бинт Асад               |
| Мазен Аббас               | Абдулла ибн Масуд              |
| Басем Давуд               | Саад ибн Абу Ваккас            |
| Мухаммад аль-Ахмад        | Амр ибн аль-Ас                 |
| Ахмед Салан               | Аббас ибн Абд аль-Мутталиб     |
| Яхья Баязи                | Салман аль-Фариси              |
| Мухаммад Хаддаки          | Аз-Зубайр ибн аль-Аввам        |
| Кафах аль-Хаус            | Халид ибн аль-Валид            |
| Хасан Асриб               | Сафван ибн Умайя               |
| Юсуф аль-Мукбиль          | Саад ибн Зейд                  |
| Махмуд Саид               | Ясир ибн Амир                  |
| Сахар Фаузи               | Сафия бинт Абд аль-Мутталиб    |
| Фильда Самур              | Аттика бинт Абд аль-Мутталиб   |
| Насима Захар              | Сумайя бинт Хайят              |
| Джинни Аспер              | Асма бинт Абу Бакр             |